# سواكوبموند
سواكوبموند هي مدينة تقع غرب ناميبيا.